# Mathis Lambourde
Pour les articles homonymes, voir Lambourde.
Mathis Lambourde, né le 9 janvier 2006 aux Lilas (Seine-Saint-Denis), est un footballeur français qui évolue au poste d'ailier droit à l'Hellas Verona.

## Biographie

### Carrière en club
Né aux Lilas, Mathis Lambourde commence le football au Cosmos Saint-Denis FC avant de jouer pour le FC Les Lilas et le Paris Saint-Germain dans sa jeunesse. Il évolue ensuite sous les couleurs de la JA Drancy avant de rejoindre le centre de formation du Stade rennais FC. Il se révèle comme l'un des joueurs les plus prometteurs du club breton, étant retenu pour la première fois avec l'équipe réserve du club en novembre 2022 et se faisant également remarquer lors de l'édition 2022-2023 de la Coupe Gambardella, où son équipe se hisse jusqu'en demi-finale. Le 28 juillet 2023, deux mois après la finale perdu de l'euro des moins de 17 ans, Lambourde signe son premier contrat professionnel avec le Stade rennais FC d'une durée de trois ans.
Lambourde joue son premier match en professionnel le 16 septembre 2023, lors d'une rencontre de championnat face au LOSC Lille. Il entre en jeu à la place de Nemanja Matić et les deux équipes se neutralisent (2-2 score final).
Le 30 août 2024, il signe pour cinq ans au Hellas Vérone contre une indemnité de 4 millions d'euros,.
Il marque son premier but pour le club de Vérone le 29 septembre 2024 contre le Como 1907, en championnat. Il ne peut toutefois pas empêcher la défaite de son équipe par trois buts à deux.

### En sélection
En mai 2023, Mathis Lambourde est sélectionné avec l'équipe de France des moins de 17 ans pour participer à l'Euro 2023 organisé en Hongrie. La France se qualifie pour la finale après avoir battu l'Espagne le 30 mai 2023 où le jeune ailier se montre décisif en marquant notamment un but ce jour-là (1-3 score final) et y décroche sa place pour la Coupe du monde des moins de 17 ans 2023,. La France finit vice-championne de ce tournoi en étant battue par l'Allemagne aux tirs au but (0-0 5-4).

## Statistiques
| Saison                | Club                  | Championnat           | Championnat | Championnat | Championnat | Coupe(s) nationale(s) | Coupe(s) nationale(s) | Coupe(s) nationale(s) | Compétition(s) continentale(s) | Compétition(s) continentale(s) | Compétition(s) continentale(s) | Compétition(s) continentale(s) | Total | Total | Total |
| Saison                | Club                  | Division              | M.          | B.          | P.d.        | M.                    | B.                    | P.d.                  | Comp.                          | M.                             | B.                             | P.d.                           | M.    | B.    | P.d.  |
| 2023-2024             | Stade rennais FC      | Ligue 1               | 1           | 0           | 0           | 1                     | 0                     | 0                     | C3                             | 1                              | 0                              | 0                              | 3     | 0     | 0     |
| 2024-2025             | Hellas Vérone         | Série A               | 0           | 0           | 0           | 0                     | 0                     | 0                     | -                              | -                              | -                              | -                              | 0     | 0     | 0     |
| Total sur la carrière | Total sur la carrière | Total sur la carrière | 1           | 0           | 0           | 1                     | 0                     | 0                     | -                              | 1                              | 0                              | 0                              | 3     | 0     | 0     |

## Palmarès
| France -17 ans (0)                             |
| ---------------------------------------------- |
| - Championnat d'Europe (0) - Finaliste en 2023 |

## Affaire judiciaire
Le 18 juin 2024, quand Mathis Lambourde circule en trottinette électrique avec un passager sur la partie piétonne du mail François-Mitterrand (ou trottoir) à Rennes.
Il entre en collision avec une piétonne, Stéphanie Cadeau âgée de 51 ans et programmatrice du festival des Embellies, qui décède le 24 juin des suites de cet accident. Le 4 juillet 2024, Mathis Lambourde est placé sous contrôle judiciaire et poursuivi pour homicide involontaire, défaut d'assurance et « violation manifestement délibérée d’une obligation de sécurité ou de prudence »,.
Le 23 août 2024, en première instance du tribunal correctionnel de Rennes, le joueur est reconnu coupable d’homicide involontaire et condamné à deux ans de prison avec sursis,. Quelques jours après cette décision de justice, il quitte le Stade rennais FC pour le club italien de l'Hellas Verona.